# Câmpenița, Mureș
Câmpenița este un sat în comuna Ceuașu de Câmpie din județul Mureș, Transilvania, România.